# Taipei Cinese ai XXI Giochi olimpici invernali
Taipei Cinese ha partecipato ai XXI Giochi olimpici invernali di Vancouver, che si sono svolti dal 12 al 28 febbraio 2010, rappresentata da un solo atleta.

## Slittino
| Gara             | Atleta       | Manche 1 | Manche 2 | Manche 3 | Manche 4 | Totale  | Posizione |
| ---------------- | ------------ | -------- | -------- | -------- | -------- | ------- | --------- |
| Singolo maschile | Ma Chih-Hung | 50"318   | 50"460   | 51"090   | 50"494   | 3'22"36 | 34        |